# Et Ta Cause
 (mars 2025).
Et Ta Cause est un événement caritatif féministe annuel diffusé en direct sur Twitch, créé par Lixiviatio en 2021, et co-organisé avec Neivee à partir de 2022.

## Déroulement
Durant un week-end, les participantes à l'événement diffusent en direct des contenus variés sur leur chaîne Twitch, pour motiver leurs communautés et lever des fonds au profit d'une association. On peut suivre des diffusions de parties de jeu-vidéo, des parties de jeu de rôle ou des tables rondes presqu'en continu.
La sensibilisation aux violences sexistes et sexuelles, au racisme et aux discriminations auxquelles font face les personnes LGBT+ sont les thèmes majeurs des émissions proposées,,.
Depuis 2023, une chaîne principale diffuse également des tables-rondes et des temps d'échanges, d'abord entièrement en ligne, puis en plateau à partir de 2024, en co-production avec l'association En avant toute(s), bénéficiaire de l'édition.[réf. souhaitée]

## Éditions
La première édition rassemble 16 streameuses, puis 31 en 2022, avant de rassembler 49, personnalités d'internet en 2023 et plus de 70 pour la dernière édition en date, qui a eu lieu en 2024.
| Édition | Dates                | Association bénéficiaire | Montant récolté |
| ------- | -------------------- | ------------------------ | --------------- |
| 2021    | 5 au 7 novembre 2021 | Fondation des femmes     | 25 535,52 €     |
| 2022    | 29 au 1er mai 2022   | En avant toute(s)        | 42 070,24 €,    |
| 2023    | 3 au 5 novembre 2023 | Planning familial        | 73 005,66 €     |
| 2024    | 4 au 6 octobre 2024  | En avant toute(s)        | 121 147,99 €    |